# 고정 기어 자전거
고정 기어 자전거(영어: fixed-gear bike),(영어: fixed-wheel bicycle) 줄여서 픽시(영어: fixie)란 페달이 항상 뒷바퀴와 함께 회전할 수 있도록 프리휠 메커니즘이 없는 구동렬을 갖춘 자전거의 한 종류이다.

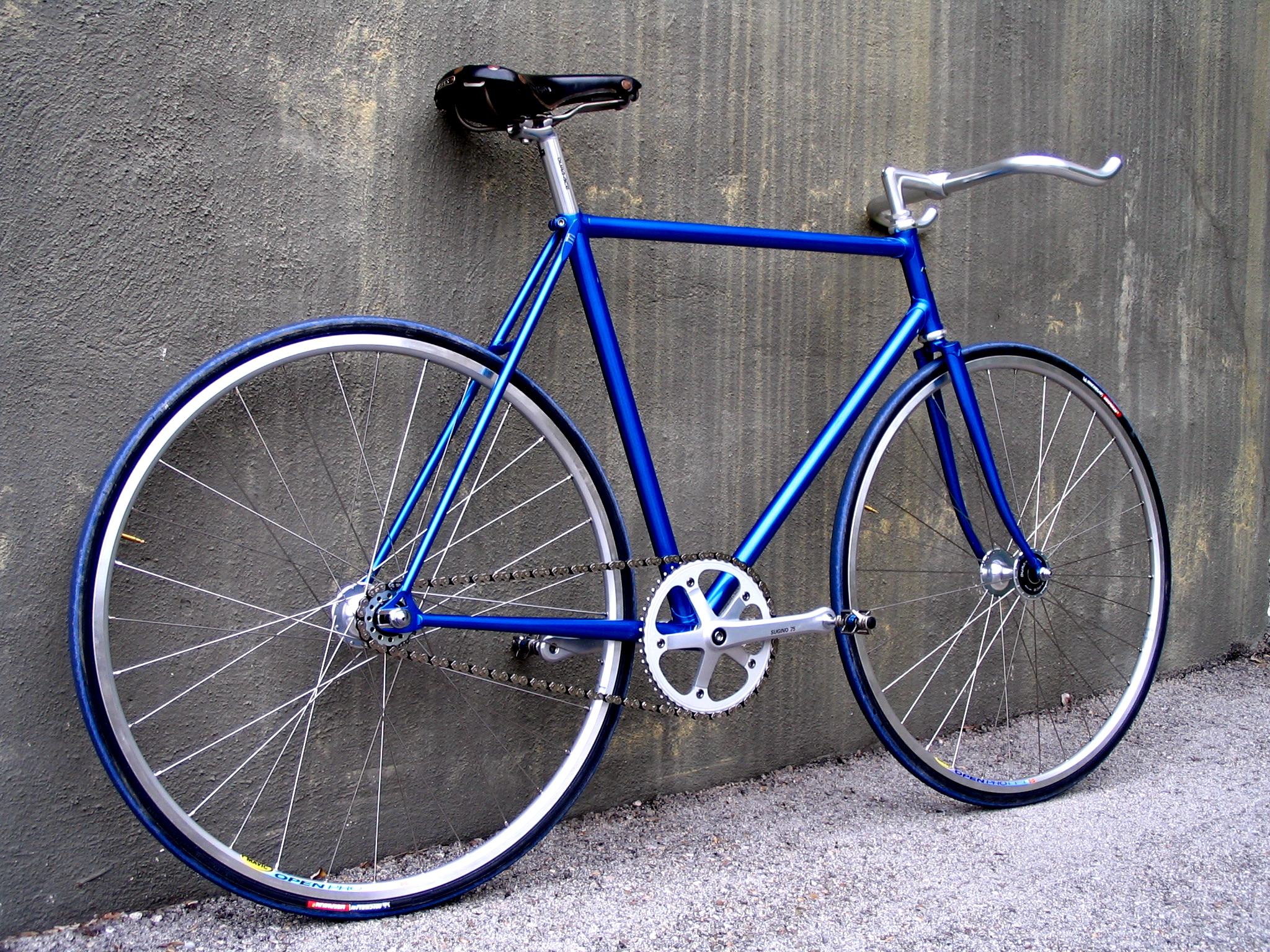
고정 기어 자전거(픽시)

## 역사
원래는 경륜장에서 자전거 경기를 할 때 쓰는 자전거로 변속기나 브레이크도 없이  오직 실내 벨로드롬에서 경주를 하는데 특화된 자전거였으나, 자금이 부족한 배달꾼들이 버려진 경륜 자전거를 브레이크 없이 사용하면서 배달꾼들 사이에서 퍼져나갔고, 배달물을 조금이라도 빨리 배달하기 위해 여러 기술들이 개발되었다.
이후 픽시의 깔끔한 디자인과 고정기어로 부릴 수 있는 묘기로 사람들에게 인기를 끌었고 대한민국의 저연령층들에게도 인기를 끌었다. 하지만 최근 브레이크 없이 타는 것과 저연령층의 무례한 태도로 인해 대한민국에선 픽시의 인식이 나빠졌다.

## 특징
1. 기어가 축에 고정되어 있고 프리휠을 갖고 있지 않아, 페달을 밟아야 앞, 뒤로 움직일 수 있다. 페달이 멈추면 바퀴도 따라 멈춘다. 그래서 보통 자전거와 달리 후진을 할 수도 있으며 고정 기어로 할 수 있는 여러 묘기도 부릴수 있다.
2. 변속기 등 부속 장치가 없어 자전거 몸체가 가볍고, 비교적 잔고장이 적으며, 겉보기가 깨끗하다.
3. 브레이크 없이 스키딩이라고 부르는 페달을 멈추는 방법으로 제동하는 경우도 있으나, 제동거리가 길어지고, 갑작스러운 위험에 대처하기 힘들어 상당히 위험하고, 구동렬에 무리가 갈 수 있다.
4. 단순한 부품 구성으로 개인이 조립하기에 편하다. 그래서 자전거 프레임만 따로 파는 경우가 많다.

## 같이 보기
- 단일 속력 자전거